# Новозбур'ївка
Новозбу́р'ївка (до 1948 року — Сейманларкой, крим. Seymanlarköy) — село Сімферопольського району Автономної Республіки Крим.